# 南美小體石脂鯉
南美小體石脂鯉，為輻鰭魚綱脂鯉目脂鯉亞目脂鯉科的其中一個種。分布於南美洲内格罗河、卡西基亚雷河及马代拉河流域，體長可達3公分，棲息在底中層水域，生活習性不明。